# سونيا شليسين
سونيا شليسين (بالإنجليزية: Sonja Schlesin)‏ (6 يونيو 1888 – 6 يناير 1956) هي جنوب أفريقية اشتهرت بعملها مع موهانداس غاندي عندما كان يعيش في جنوب إفريقيا. بدأت خدمتها له في سن 17 عاما كسكرتيرة له، وسرعان ما رُقيت لتصبح مكلفًة باتخاذ القرارات التنفيذية في إطار مزاولة غاندي للمحاماة والحركات الاجتماعية السياسية في مقتبل العشرينات من عمرها. قال غاندي: ‹‹خلال أيام ساتياغراها... قادت الحركة بمفردها››. كانت صديقة لمدى الحياة لغاندي، وكانت لتكون محامية زميلة له لو لم تكن أنثى. أنهت حياتها المهنية كمدرسة للغة اللاتينية، وحاولت في وقت متأخر أن تصبح محامية في سن 65.

## حياتها

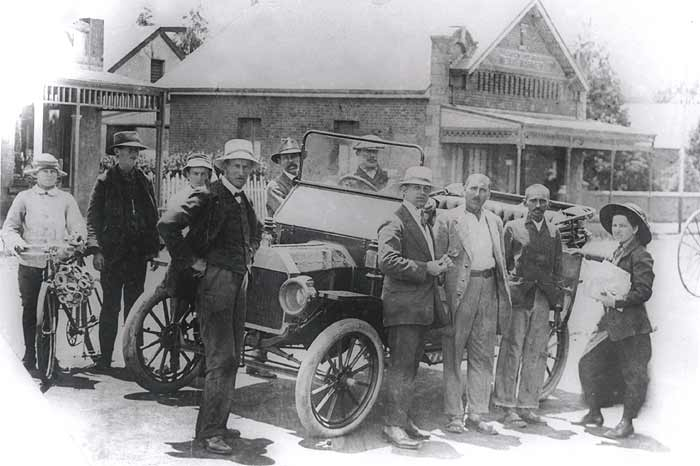
صورة تجمع غاندي مع سونيا شليسين

ولدت شليسين عام 1888 لعائلة يهودية في موسكو. انتقلت إلى جنوب إفريقيا مع والديها إيزيدور وهيلينا دوروثي شليسين (من مواليد روزنبرغ) في عام 1892. في سن الخامسة عشرة كانت قد درست في جامعة رأس الرجاء الصالح، حيث كانت المدينة التي تعيش فيها عائلتها آنذاك. وقد أوصى بها المهندس المعماري هيرمان كالينباخ لمحام هندي جديد يدعى موهانداس غاندي. وصفها كالينباخ بأنها صادقة وذكية، ولكنها شقية ومتهورة. أعجب غاندي بشليسن وسرعتها في الاختزال لدرجة أنه عرض عليها أجرًا سخيًا رفضته لقاء الحصول على أجر أكثر تواضعًا كان قد اقترحه كالينباخ في البداية. أخبرت شليسن غاندي أنها تريد العمل لصالحه لأنها دعمت عمله وليس مقابل المال الذي كان يعرضه عليها.
كان غاندي سيتولى مهامًا إدارية مهمة وواسعة. في عام 1904، أقنع السلطات بتوفير مساكن جديدة لعمال مناجم الذهب في ترانسفال، حيث كان الطاعون الرئوي يحصد أرواح البشر. تولى غاندي حل المشكلة وكلّف فريق مكتبه القانوني بتقديم الرعاية للمرضى. كان يتعيّن حرق منازل العمال القديمة ولم يكن للمحرومين سوى الأموال التي دفنوها بغية حفظها. أصبح غاندي صرافهم وحصل على حوالي 60.000 جنيه إسترليني. كان يتحتّم حساب ذلك بعناية حتى يتمكن غاندي من إعادة المبلغ بنجاح بعد عدة سنوات.
في عام 1908، أدخلت حكومة جنوب أفريقيا «قانون التقييد» الذي كان يفرض مزيدًا من التمييز القانوني وكان يُعرف باسم «القانون الأسود». كانت شليسين هي التي كتبت خطابًا لنفسها لتلقيه أمام 2500 متظاهر وطلبت من والديها الإذن لتُلقيه. في نهاية الأمر، كان غاندي هو من ألقى الكلمة، لكن خطاب شليسين هو الذي تحدى الناس ‹‹للتخلي عن كل شيء، من أجل الحياة ذاتها، من أجل قضية البلد النبيلة والدين››. منحت الجالية الصينية شليسين ساعة ذهبية وأعطتها الجالية الهندية عشر جنيهات. أصبحت شليسين تدخن وارتدت طوقًا وربطة عنق وقصّرت شعرها. كما أدرجت المطالبات بحق الاقتراع كأمثلة للاحتجاج في الخطب التي كتبتها. التدخين في حضرة غاندي دفعه إلى صفعها.
كافئ غاندي شيلسين بتوصية وصفها فيها بأنها كاتبة ومحامية طموحة، لكن الطلب رُفض بسبب جنس شيلسين. في أبريل 1909، المحكمة العليا في بريتوريا ‹‹رفضت الخروج عن الممارسة العالمية، التي حالت دون قبول السيدات كمحاميات...›› في نفس العام أصبحت شليسين أمينة لجمعية النساء الهندية في ترانسفال لأنه لم يكن هناك نساء هنديات متعلمات يمكنهن تولي هذا المنصب. ذهب غاندي إلى لندن في ذلك العام وترك شؤونه بثقة تحت مسؤولية شليسين. كُلِفت بمبالغ ضخمة من المال وبالثقة لاتخاذ القرارات التنفيذية على الرغم من عمرها.
رافق غاندي جوبال كريشنا جوكلي عندما زار جنوب أفريقيا في 22 أكتوبر 1912 لإجراء مناقشات سياسية في جميع أنحاء البلاد لمدة ستة أسابيع. وقال غوخال إن السبب الرئيسي من الزيارة هو تشجيع غاندي على العودة إلى الهند. طلب غاندي من جوكلي تقييم القيادة الهندية الحالية والأشخاص الذين قابلهم في جنوب إفريقيا. قيل إن تقييم جوكلي للقادة كان دقيقًا جدًا ولاحظ شليسين على وجه الخصوص بسبب موهبتها المتميزة وطاقتها وقدرتها وخدمتها ضمن الوفد المرافق لغاندي.
في عام 1913، قاد غاندي عمال المناجم الجنوبيين المضربين في مسيرة كبيرة للاحتجاج على ظروفهم وعدم إظهار الاحترام لهم. كانت هذه خطوة جريئة فلطالما كان غاندي يعتمد على الموارد المالية الخاصة به وحسن نوايا المجتمع للحيلولة دون معاناة المتظاهرين من الجوع. نُظِمَ الإضراب ردًا على الضرائب التي استهدفت على وجه التحديد عمال المناجم الهنود الذين رفضوا مغادرة جنوب إفريقيا عند انتهاء فترة توظيفهم. كان دعم كالينباخ وشيلسين فعالًا نظرًا لقدرتهما على الاستفادة من «أوراق اعتمادهما البيضاء» لحشد الدعم من المجتمع الأنجلو الأعظم، مع زيادة استخدام نفس وضع الحماية من الاعتقال والمقاضاة.

## بعد رحيل غاندي
عاد غاندي إلى بريطانيا في عام 1914 وقررت شليسين البقاء في جنوب إفريقيا رغم امتنانه العميق لها في حفلات العشاء الوداعية في كيب تاون وجوهانسبرغ ودوربان. التحقت شليسين في جامعة جوهانسبرغ التي موّلتها بقرض دبّره غاندي. بحلول عام 1924 حصلت على شهادتين من الدرجة الأولى، بكالوريوس وماجستير في الآداب، على التوالي، من جامعة ويتواترسراند. أصبحت شليسين معلمة محترمة ولكنها كانت مدرسة غريبة الأطوار للغة اللاتينية في مدرسة ثانوية في كروغرسدورب، ولأكثر من 20 عامًا من التدريس لم يرسب في مادتها سوى طالبين. وعلى الرغم من هذا الرقم القياسي إلا أنها لم تحصل على ترقية قط، وقد يعود سبب ذلك على الخلافات التي نشبت بينها وبين سلطات الهيئة التدريسية. لقد دافعت عن معتقداتها وأذهلت الطلاب بعد إعادة هدايا عيد الميلاد التي قدموها لها.
عاشت شليسين عمرًا أطول من عمر غاندي الذي اغتيل عام 1948. التحقت بجامعة ناتال في عام 1953 لدراسة القانون لكنها لم تستكمل المناهج الدراسية المفترض منها إنهاؤها إما لسبب يعود لها أو بسبب تردي صحة شقيقتها روز. توفيت شليسين في جوهانسبرغ عام 1956 ووضع رمادها في نصب تذكاري في مقبرة برامفونتين في مدينة جوهانسبرج.